# 池内友次郎
池内 友次郎（いけのうち ともじろう、1906年〈明治39年〉10月21日 - 1991年〈平成3年〉3月9日）は、日本の作曲家・音楽教育家・俳人。

## 経歴
俳人高浜虚子の次男として東京市麹町区富士見町（現：東京都千代田区富士見）に生まれる。5歳から鎌倉に育ち、鎌倉師範附属小学校（現：横浜国立大学教育学部附属鎌倉小学校）から開成中学校を経て慶應義塾大学予科に入る。この頃、亡命ポーランド人のステファン・ルビエンスキーより和声法を学ぶが、ドイツ色の強いフーゴー・リーマンの和声法や対位法の教科書に反発し、慶應義塾大学予科を中退して1927年、小松耕輔のつてでフランスに渡る。同年10月、パリ音楽院に入学。フォーシェ、ビュッセルらに師事して作曲技法の吸収に邁進した。一時帰国の期間を挟み、10年後の1937年に正式に日本へ帰国。
帰国後は、コロムビア、日本放送協会、大映などでの短期間の活動の後、理論書を中心とした執筆・翻訳活動や後進の指導に尽力した。1937年より日本大学芸術科で教鞭を取る。1943年より同科主任、1949年まで務める。1947年からは東京芸術大学作曲科教授に就任し、後に同図書館長、音楽学部長を歴任する。1958年、相愛女子大学音楽学部作曲科主任となる。1974年、東京芸術大学を退官し名誉教授となる。1962年にレジオンドヌール勲章「シュバリエ」を受章、1977年に勲三等旭日中綬章を受章。1986年、文化功労者となる。1991年、脳内出血のため逝去。
池内は日本人として初めてパリ音楽院に入学し、フランス流の作曲技法を日本に持ち帰り、教育者として戦後日本の作曲・音楽教育水準の底上げに貢献した。音楽理論を中心に多数の翻訳書・著書があり、門下からは多数の作曲家を輩出している。
東京音楽学校の設立以降、日本における西洋音楽教育はドイツの流れを汲むものが主体であった。しかし、池内が教授に就任して以降の東京藝術大学では、作曲・ソルフェージュの教育は次第にフランス流のものに置き換わり、その影響は同大学のみならず日本の音楽教育全体に及んだ。
創作ではソナチネや弦楽四重奏曲などの作品を遺したが、1950年代後半以降はほぼ音楽教育に専念した。
最初の妻・芳枝との間に3人の子があった。芳枝の死後、1973年にピアニストの遠藤郁子と再婚した（晩年に離婚）。芳枝との間の次女の池内睦子（ヴァイオリニスト）は、アメリカ人ピアニストでパシフィック大学教授のレックス・クーパーと結婚しており、睦子とレックスの間に生まれた娘がチェリストのクリスティーナ・レイコ・クーパーである。
俳人としては、フランス留学以前から父の影響で創作を始め、父の主宰する俳句文芸誌『ホトトギス』にも参加していた。句集に『調布まで』『池内友次郎全句集』などがある。

## 主な作品

### 管弦楽曲
- 短章組曲 op.2（1934年以前）
- 馬子歌（1937年) - JOAK委嘱による「国民詩曲」の一つ。
- 交響的二楽章（1951年11月4日放送/芸術祭参加）[3]

### 室内楽曲、器楽曲
- 日本古謡によるバラード op.8（vc, pf, 1934以前初稿、1936年改訂）
- 絃四重奏曲 op.6（1934年以前）
- ピアノのためのイントロダクションとアレグロ op.7（pf, 1934以前）
- Divertissement Fugue op.10-2 (pf, 1936)
- 八重奏曲 (1938年)
- 絃四重奏曲 - 前奏曲と追走曲（1946年）
- ピアノのためのソナチネ（小奏鳴曲 第1番、1954年）
- ヴァイオリンのためのソナチネ（小奏鳴曲 第2番、vn, pf, 1956年）
- チェロのためのソナチネ（小奏鳴曲 第3番 vc, pf, 1957年）
- 礼奏（ピアノ連弾、1958年）

### 声楽曲
- あまりりす op.3（vo, orch, 1929年）
- こすもす op.9（vo, orch, 1929年）
- 月見草 op.1（vo, orch, 1931年）
- 櫻 op.5（sop, orch, 1933年）
- 暁の郎坊（vo, pf, 1937年）
- 少年の夢多し（女声高声二重奏、pf, 1938年以前）
- 日本詞華集（1938年以前）
- 紅梅 op.21（vo, または朗読, orch, 1939年以前）
- 農民の歌（vo, orchまたはpf. 1939年）
- 半壁山奪取の日（vo, 管弦楽, 1939年頃）
- 熊野 - ソプラノと管弦楽のための3つの小品（1942年）
- 南十字星（br, pf, 1942年）
- ソプラノのためのソナチネ（sop, pf, 1958年）
- 戀の重荷 (cho, vo, tim, 1974年）

### 映画・放送音楽
- 暖流（岸田国士原作、吉村公三郎監督、1939年）
- 鉄輪（英語劇、1940年）
- 隣組記（日本映画社、1942年）
- 激流（松竹映画、1944年）
- 物語「愛子」（1947年）

### 校歌
- 愛知県立半田工科高等学校校歌
- 我孫子町立布佐小学校校歌（詞・曲）
- 石巻市立石巻中学校校歌
- 大阪府立清水谷高等学校校歌
- 港区立青南小学校校歌（詞・曲）
- 目黒区立東山中学校校歌（詞・曲）
- 北鎌倉女子学園 校歌（1954年）
- 神奈川電気社歌
- 鎌倉青年団歌
- 北見市立中央小学校(新)校歌（詞 百田宗治 1952年 ）
- 歯科医師の歌
- 千代田興業の歌（詞：川端康成）
- 桃山学院大学学歌
- 明星大学校歌
- 日野市立日野第一中学校校歌
- 北海道札幌東高等学校校歌
- 大妻中野中学・高等学校校歌
- 埼玉県立狭山工業高等学校校歌（詞：五味智英）
- 高松市立屋島中学校校歌（詞・曲）
- 旭川市立東町小学校校歌
- 横浜市立蒔田中学校校歌
- 富山県立南砺福野高等学校校歌 （詞：土岐善麿）

## 著書

### 句集
- 結婚まで（三省堂／1940年） doi:10.11501/1687370
- 調布まで（臼井書房／1947年）doi:10.11501/1128548
- 池内友次郎全句集（深夜叢書社／1978年）
- 米寿光来（永田書房／1987年）

### 音楽理論書
米印の入っているもののみAmazonから入手可能。
- 対位法――理論及実習（古賀書店／1941年）
- 対位法（音楽之友社／1950年）
- 楽典（音楽之友社／1951年）- 外崎幹二との共著※
- 聴音練習書（音楽之友社／1951年）- 外崎幹二との共著
- 作曲法講義（全音楽譜出版社／1959年 - 1961年）- ヴァンサン・ダンディの『作曲法講義』（池内友次郎訳）とは別
- 和音外音（音楽之友社／1965年） doi:10.11501/2506144
- 二声対位法（音楽之友社／1965年）
- 和声――理論と実習（音楽之友社／1964年 - 1972年） - 共著。全3巻と別巻を合わせた4冊※
- 和音構成音（音楽之友社／1966年 - 1981年）-「（I）協和音」「（II）不協和音」「課題・実習 実施篇」の3冊
- 三声 - 八声対位法（音楽之友社／1975年）
- 学習追走曲（音楽之友社／1977年）doi:10.11501/12432452
- 新版二声対位法（音楽之友社／2024年）※
- 新版三声 - 八声対位法（音楽之友社／2024年）※
- 学習フーガ（音楽之友社／2024年）※

### 訳書
- 近代音楽理論選書（全10巻）- すべて池内の単独訳である。教育出版刊。第4,第7,第10は未刊に終わった[4]。
  - 第1 ダンディ - 作曲法講義1
  - 第2 ダンディ - 作曲法講義2 上巻
  - 第3 ダンディ - 作曲法講義2 下巻
  - 第5 ビュッセル - 作曲提要
  - 第6 ギロー=ビュッセル - 楽器編成応用概論
  - 第8 デュプレ - 対位法とフューグ
  - 第9 シャイエ=シャラン - 音楽の総理論 上巻

### その他
- 父・高浜虚子 わが半生記（永田書房／1989年）

## 門下
1955年には門下生による作曲家グループである「深新会」が結成される。
- 箕作秋吉
- 小倉朗
- 尹伊桑
- 島岡譲
- 貴島清彦
- 乾春男
- 別宮貞雄
- 宍戸睦郎
- 石井歓
- 石井眞木
- 松村禎三
- 黛敏郎
- 諸井誠
- 池野成
- 永冨正之
- 湯山昭
- 篠原眞
- 端山貢明
- 山本直純
- 間宮芳生
- 林光
- 矢代秋雄
- 三善晃
- 野田暉行
- 廣瀬量平
- 越部信義
- 高橋裕
- 池辺晋一郎
- 池上敏
- 西村朗
- 青島広志